# Phalacrus penicillatus
Phalacrus penicillatus là một loài bọ cánh cứng trong họ Phalacridae. Loài này được Say miêu tả khoa học năm 1834.